# Andries Catulle
Andries Catulle (Helkijn, 5 februari 1588 - Ronse, 27 september 1667) was een Vlaams schrijver, aartsdiaken en vicaris-generaal van het bisdom Doornik en later ook proost van de Sint-Hermeskerk te Ronse.

## Loopbaan
Andries Catulle werd geboren in 1588 als zoon van André Catulle (Kethulle) en Elizabeth Rijdoen. Hij was een afstammeling van Jan I Kethulle en hanteerde dan ook het wapenschild van de Kethulles (de zwaan met drie sterren) als zegel. Zijn vader was schepen van het Hoge Hof van Helkijn, St-Denijs en Bossuyt en zetelde jarenlang in de kerkelijke rechtbank van Doornik. De familie Catulle kende reeds generaties lang een hoog aanzien in het Graafschap Vlaanderen. 
Andries ambieerde eenzelfde loopbaan als zijn vader en werd licentiaat in de rechten. Daarop werd hij door bisschop Maximiliaan Vilain benoemd tot aartsdiaken van het bisdom Doornik en kort daarop ook tot vicaris-generaal. In februari 1662 liet hij onder meer een onderzoek uitvoeren naar Antoinette Bourignon, de regentes van een armenhuis voor meisjes die beschuldigd werd van eschatologie en mishandeling. Bourignon was ervan overtuigd geraakt dat de meisjes van het gasthuis een pact met de duivel hadden gesloten en wou hen daarvan "redden". Een meisje werd zodanig hard geslagen met de roede dat ze aan haar verwondingen was overleden. 
In 1630, op een boogscheut van de kerk van Helkijn, liet Andries een kasteelhoeve aanleggen genaamd "La Folie". Boven de hoofdingang stond het wapenschild van de Kethulles in steen gebeiteld. Hij bezat onder meer ook een omwalde kasteelhoeve in de huidige Stationsstraat alsook hoeve "Goed te Bouvrie" in Avelgem. Andries had tevens talent als schrijver en uitte vaak zijn liefde voor de streek in gedichten en schrijfsels. In 1652 publiceerde hij het boek "Tornacum Nerviorum", dat nadien door Antonius Sanderus gebruikt zou worden voor zijn kanttekeningen van Doornik in Flandria illustrata.

## Latere leven
In 1662 ruilde Andries zijn ambt in om proost te worden van de Sint-Hermeskerk te Ronse. In 1665 ondernam hij op hoge leeftijd nog een reis naar Rome. Hij overleed in september 1667.

## Trivia
De kasteelhoeve La Folie deed tijdens de Devolutieoorlog in 1667 even dienst als verblijfplaats van Lodewijk XVI. Daarvan getuigt nog een herdenkingssteen. Petrus Catulle, het petekind van Andries en baljuw van Erpenghien, stierf tijdens de belegering van Doornik.